# The Sidewinder Sleeps Tonite
«The Sidewinder Sleeps Tonite» és el vint-i-dosè senzill de la banda estatunidenca R.E.M., el tercer extret de l'àlbum Automatic for the People, l'1 de febrer de 1993 per Warner Bros. Records.
Posteriorment va ser inclosa en la seva compilació de grans èxits In Time: The Best of R.E.M. 1988–2003 (2003). Malgrat la bona recepció del tema, la banda mai l'ha interpretat en directe perquè consideren que no és adequada pel seu estat d'ànim.
El títol complet de la cançó no està inclòs en la lletra de la cançó, només parcialment sidewinder sleeps en un parell de versos. Sidewinder és un dels noms amb que es coneix un tipus d'escurçó de la família dels crotalins que habita al sud-oest dels Estats Units, però també un estil antic de telèfon i també una bomba d'aire per matalassos inflables. Tots tres significats es mesclen en un joc de paraules que aporta una gran confusió en el significat de la lletra, i de fet, els membres de la banda no han acabat mai d'explicar-ne el significat complet.
El videoclip va ser dirigit pel cineasta i fotògraf Kevin Kerslake, produït per Tina Silvey i Line Postmyr, i editat per Robert Duffy, tot i que sovint s'acredita erròniament a Peter Care com a director del videoclip. Va ser publicat el febrer de 1993.

## Llista de cançons
Totes les cançons foren escrites i compostes per Bill Berry, Michael Stipe, Peter Buck i Mike Mills, excepte les indicades. 
| 1.            | «The Sidewinder Sleeps Tonite» (versió àlbum)                                               | 4:04 |
| 2.            | «The Lion Sleeps Tonight» (Solomon Linda, Luigi Creatore, Hugo Peretti, George David Weiss) | 2:41 |
| Durada total: | Durada total:                                                                               | 6:45 |

| 1. | «The Sidewinder Sleeps Tonite» (versió LP) |  |
| 2. | «Get Up» (versió àlbum)                    |  |

| 1.            | «The Sidewinder Sleeps Tonite»                              | 4:06  |
| 2.            | «The Lion Sleeps Tonight» (Linda, Creatore, Peretti, Weiss) | 2:41  |
| 3.            | «Fretless»                                                  | 4:49  |
| Durada total: | Durada total:                                               | 11:36 |

| 1.            | «The Sidewinder Sleeps Tonite» | 4:06  |
| 2.            | «Organ Song»                   | 3:28  |
| 3.            | «Star Me Kitten» (demo)        | 3:04  |
| Durada total: | Durada total:                  | 10:38 |